# 五一城 (俄羅斯)
54°52′N 43°48′E / 54.867°N 43.800°E
五一城（俄语：Первома́йск）是俄羅斯下諾夫哥羅德州南部的一個城市、五一城區首府。南距下諾夫哥羅德190公里。2002年人口15,094人。
1951年設市並改現名。